# Koikili
Koikili Lertxundi Del Campo, Koikili (ur. 23 grudnia 1980 w Otxandio) – piłkarz hiszpański narodowości baskijskiej grający na pozycji lewego obrońcy. Obecnie jest piłkarzem baskijskiego zespołu Athletic Bilbao.

## Kariera klubowa
- Debiut w Primera División: 26.08.2007 w meczu Athletic - CA Osasuna 0:0.
- Pierwszy gol w Primera División: 23.12.2007 w meczu Athletic - Real Murcia 1:1.